# Стихи Катулла к Ювенцию
Юве́нций — имя адресата ряда любовных стихотворений римского поэта Гая Валерия Катулла, из которых исследователи делают вывод о бисексуальности автора . Хотя в Риме действительно существовала фамилия Ювенции, но имя условно и ассоциируется с iuventus (юность).

## Описание
Имя прямо названо в стихотворениях № 48, 81 и 99 «Книги Катулла Веронского», а также в № 24 как нарицательное. Наряду с этим считается, что «юнец» в № 15 и 21 — тоже Ювенций. Возможно, хотя и недоказуемо, что о Ювенции речь идёт в стихотворении 56, а также в 40 (amores), 103 и 106.
В коротком стихотворении № 48 («Очи сладостные твои, Ювенций…») поэт просит дать ему триста тысяч поцелуев (используется то же диалектное слово basium, что и в стихах к Лесбии).
Развитием темы служит стихотворение № 16, в котором Катулл угрожает Фурию и Аврелию, усомнившимся в его мужественности из-за названного им числа поцелуев. Позднее, прося поцелуев у Лесбии (№ 5), Катулл желает не считать их, чтобы «не сглазить».
В стихотворении № 15 поэт (неясно, насколько серьёзны его слова) поручает Аврелию беречь своего возлюбленного, но угрожает, что если тот попытается соблазнить его, самого Аврелия ждут тяжкие последствия.
В стихотворении № 81 («Как же ты мог не найти, Ювенций, в целом народе…», 6 строк) поэт восклицает, что Ювенций предпочёл ему некоего приезжего из Пизавра (иногда в тексте видят игру слов и отождествляют этого приезжего с Аврелием).

### Анализ
Самое длинное — стихотворение № 99 (16 строк). Центральна в нем связь сладости любви с её страданиями, выраженными в образе распятия (cruce, 99, 4; excruciare, 99, 12), употребленный более кратко и в стихотворении № 85 к Лесбии (Odi et amo), а также в 76, 10. Поэт, поцеловав Ювенция, вызывает тем его гнев и заявляет, что больше ему поцелуев не нужно.
В двух стихотворениях к Ювенцию Катулл употребляет три слова для обозначения «поцелуя» (русские и английские переводчики вынуждены обходиться одним):
- basium и глагол basiare (диалектное слово «поцелуй») (48, 2, 3; 99, 16), также в 5, 7 и 8 стихотворениях к Лесбии и в стихах к Фурию и Аврелию (16, 12).
- osculatio (поцелуй) (48, 6), еще раз употреблено в 68, 127 без отнесения к конкретному лицу, в стихах к Лесбии не употребляется.
- saviolum=suaviolum, уменьшительное от suavium («рот, сложенный для поцелуя») (99, 2.14), однокоренные слова употребляются еще несколько раз (9, 9 про Верания; 45, 12 про Септимия и Акму; 79, 4 про Лесбия-Клодия).

Примечательны и следующие слова:
- Mellitos (сладкий как мёд) — дважды о Ювенции (48, 1; 99, 1), один раз о юнце (вероятно, Ювенции, 21, 11), один раз о птенчике (3, 6).
- Ambrosia (амбросия) — дважды упомянутая (99, 2.13), намекает на Ганимеда, который подносил её богам, в иных стихах Катулла не употребляется. Утверждение, что поцелуй Ювенция «сладостней амбросии» (saviolum dulci dulcius ambrosia), перекликается со сравнением из 51 стихотворения «сладкого смеха», слышащий который превосходит богов.

Необходимость взаимности в любви рассматривается Давидом Констаном в том числе применительно к стихам Катулла к Ювенцию.

## Подражания
В «Подражании Катуллу» (1806) Байрон, описывая поцелуи, соединяет мотивы стихов к Лесбии и образ нивы из 48 стихотворения к Ювенцию. 
Подражания:
- Lord Byron. Imitated from Catullus. To Ellen

## Исследования
- H. Akbar Khan, «Catullus 99 and the other kiss-poems», Latomus, 26 (1967), p. 609—618.
- J. C. Douglas Marshall, «Catullus 99», CW, 65 (1971), p. 57-58.
- J.-W. Beck: ‘Lesbia’ und ‘Juventius’: Zwei libelli im Corpus Catullianum: Untersuchungen zur Publikationsform und Authentizität der überlieferten Gedichtfolge.(Hypomnemata, 111.) Pp. 329. Göttingen: Vandenhoeck & Rupprecht, 1996. Paper. ISBN 3-525-25184-X.
- Stroh W. Lesbia und Juventius. Ein erotisches Liederbuch im Corpus Catullianum // Die Antike als Begleiterin. München, 1990. P. 134—158.